# Conde de São Vicente
Conde de São Vicente é um título nobiliárquico criado por D. Afonso VI de Portugal, por Carta de 2 de Abril de 1666, em favor de João Nunes da Cunha, Senhor de Gestaçô, Senhor de Panóias.
Titulares
1. João Nunes da Cunha, 1.º Conde de São Vicente, Senhor de Gestaçô, Senhor de Panóias;
2. Maria Caetana da Cunha, 2.ª Condessa de São Vicente, Senhora de Gestaçô, Senhora de Panóias, casada com Miguel Carlos de Távora, 2.º Conde de São Vicente jure uxoris, Senhor de Gestaçô jure uxoris, Senhor de Panóias jure uxoris;
3. João Alberto de Távora, 3.º Conde de São Vicente, Senhor de Gestaçô, Senhor de Panóias;
4. Manuel Carlos de Távora, 4.º Conde de São Vicente, Senhor de Gestaçô, Senhor de Panóias;
5. Miguel Carlos da Cunha Silveira e Távora, 5.º Conde de São Vicente, Senhor de Gestaçô, Senhor de Panóias;
6. Manuel Carlos da Cunha e Távora, 6.º Conde de São Vicente, Senhor de Gestaçô, Senhor de Panóias;
7. Miguel Carlos da Cunha Silveira e Lorena, 7.º Conde de São Vicente, Senhor de Gestaçô, Senhor de Panóias;
8. António José Carlos da Cunha Silveira e Lorena, 8.º Conde de São Vicente.

Após a Implantação da República Portuguesa, e com o fim do sistema nobiliárquico, usaram o título: 
1. António José Carlos da Cunha Silveira e Lorena, 9.º Conde de São Vicente;
2. José Maria Carlos da Cunha Silveira e Lorena, 10.º Conde de São Vicente, 2.º Conde de Carvalhais.

## ee
| Nome                                                                                   | Retrato | Nascimento                                                                 | Casamento                       | Morte                                                       |
| -------------------------------------------------------------------------------------- | ------- | -------------------------------------------------------------------------- | ------------------------------- | ----------------------------------------------------------- |
| Manuel Carlos da Cunha e Távora 1605–1625 também: Senhor de Gestaçô; Senhor de Panóias |         | 29 de janeiro de 1749 Palácio Dunfermline, Dunfermline Filho de JaI e Anca | Ha 13 de junho de 1625 9 filhos | 30 de janeiro de 1649 Palácio de Whitehall, Londres 48 anos |
| Po C in 1.                                                                             |         |                                                                            |                                 |                                                             |